# Jatiya Sangsad Bhaban
Pour les articles homonymes, voir Jatiya Sangsad.
Jatiya Sangsad Bhaban ou Parlement national, (en Bengali : জাতীয় সংসদ ভবন (Jatiyô Sôngsôd Bhôbôn)) est le Parlement du Bangladesh situé à Dacca, la capitale bangladaise. Conçu par l'architecte Louis Kahn, le complexe s'étend sur 800 000 m2, ce qui en fait l'un des plus grands complexes législatifs au monde.

## Histoire
Avant sa construction, l'Assemblée constituante du Bangladesh et le premier Parlement tenaient leurs séances dans le Shangshad Bhaban, qui est aujourd'hui le cabinet du Premier ministre.
La construction du parlement a débuté en 1961 alors que le Bangladesh faisait encore partie du Pakistan, en tant que Pakistan oriental, car le président de l'époque, Ayub Khan, voulait doter d'un parlement le Pakistan occidental et le Pakistan oriental. Le gouvernement fit donc appel à l'architecte bangladais Muzharul Islam. Mais Islam refusa et proposa plutôt de demander à  Alvar Aalto ou Le Corbusier. Cependant, ces architectes n'étant pas disponibles, Islam a été convaincre son ancien professeur, l'architecte américain Louis Kahn, de réaliser le projet. Khan réalisa donc les plans du nouveau Parlement, et la construction démarra aussitôt dans la ville de Dacca. Cependant, la guerre d'indépendance du Bangladesh de 1971, stoppa le projet. Le parlement sera finalement achevé en 1982, et inauguré le 28 janvier de cette année. Mais entre-temps Kahn est décédé. Au total, il aura couté 32 millions de dollars américains.
La première séance de l'Assemblée, dans le Jatiya Sangsad Bhaban, a eu lieu le 15 février 1982, soit un peu plus de deux semaines après l'inauguration. Il s'agissait alors de la huitième et dernière session de la deuxième législature.

## Architecture et design
Le site réalisé selon les plans de Kahn, comprend l'ensemble du complexe du parlement, mais aussi de nombreux espaces verts et lacs, ainsi que des résidences pour les députés. Kahn a voulu représenter la culture et le patrimoine bangladais, tout en optimisant l'espace.
L'extérieur du bâtiment est composé d'énormes murs en béton, sur lesquels des portiques et de grandes ouvertures géométriques ont été encastrées, façonnant l'impact visuel du bâtiment. Ces formes géométriques ont pour but de rappeler les formes traditionnellement utilisées dans les constructions locales. Le bâtiment principal, quant à lui, est entouré d'un lac artificiel censé dépeindre la beauté fluviale du Bangladesh. L'intérieur de l'assemblée a été élaboré dans le but de créer un jeu de lumières entre les colonnes et les formes complexes qui la constituent.
Le parlement est partagé en trois zones : la South Plaza, la Presidential Plaza et le bâtiment principal.

## Organisation

### Bhaban
Le Bhaban, est le bâtiment principal. Il se compose de neuf blocs individuels: le bloc central s’élevant à 155 mètres de hauteur et les huit blocs périphériques à 110 mètres de hauteur. Les neuf blocs comprennent différents groupes d'espaces fonctionnels et ont des niveaux différents, reliés horizontalement et verticalement par des couloirs, des ascenseurs, des escaliers, des cours de lumière et des zones circulaires, afin de donner l'impression d'une seule unité.
La place principale est majoritairement occupée par la Chambre du Parlement, pouvant accueillir 354 membres pendant les sessions. Elle est reconnaissable à son toit parabolique, et mesure 36 mètres de haut. On y trouve aussi deux galeries d'arts, une bibliothèque, le salon des députés et une salle des fêtes.
Tous les fonctionnaires parlementaires, y compris les ministres et les présidents de certains comités permanents, ont des bureaux au Bhaban. Le Secrétariat du Parlement y occupe également des bureaux.

### South Plaza
La South Plaza située au sud, sert principalement de visuel et d'entrée principale pour le parlement. On y trouve des magasins, les locaux de maintenance, un parking, et une grande place menant au bâtiment principal.

### Presidential Plaza
Située au nord, la Presidental Plaza sert de place intime pour les députés et les dignitaires. Elle contient aussi une galerie d'art.

## Tourisme
Bien que l'accès au batiment principal soit réservé aux députés, le site est toujours ouvert pour les touristes et promeneurs. De plus au nord du complexe se trouve deux parcs majeurs à Dacca: Crescent Park et Chandrima Uddan.

## Galerie

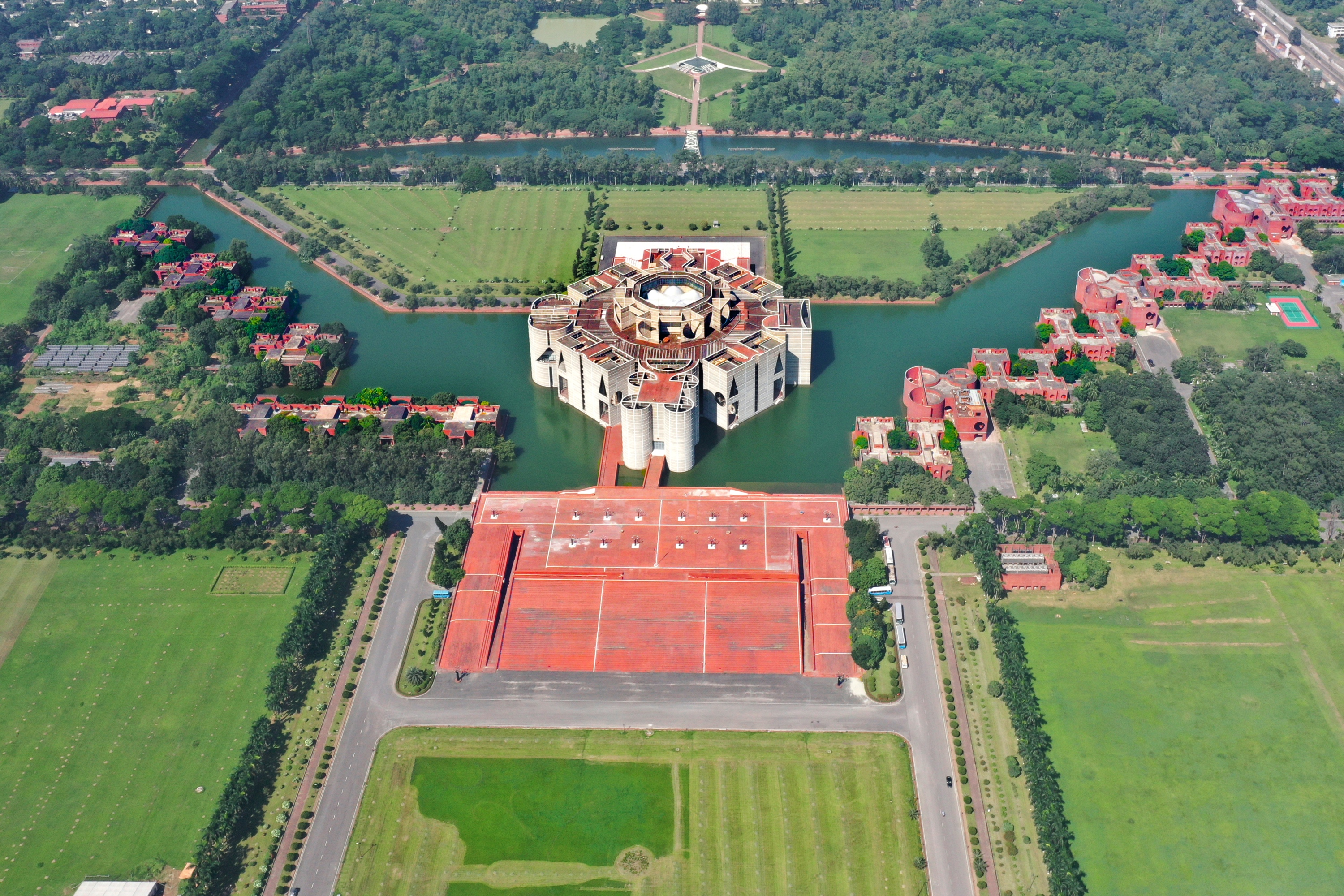
Vue du ciel
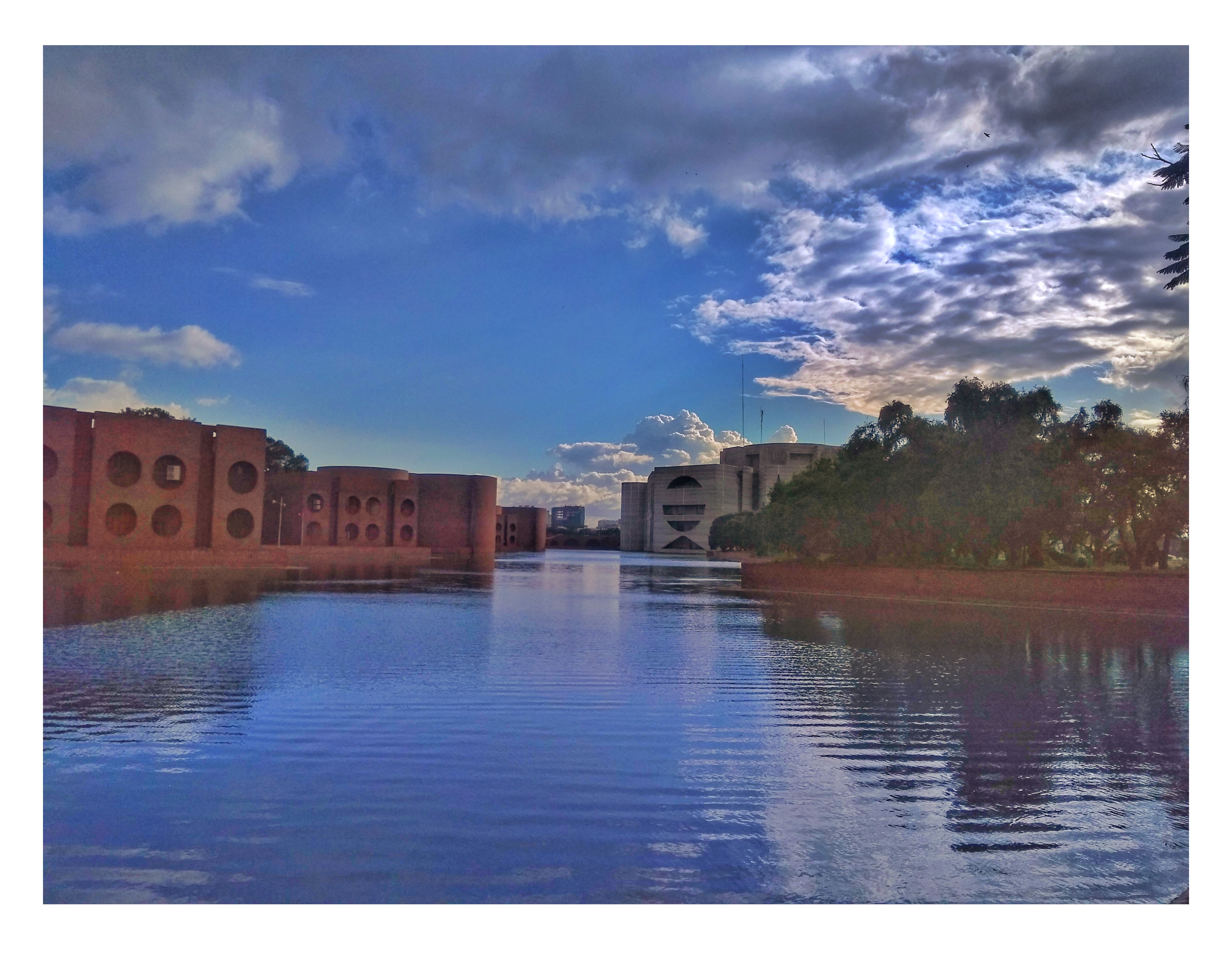
Vue du bassin
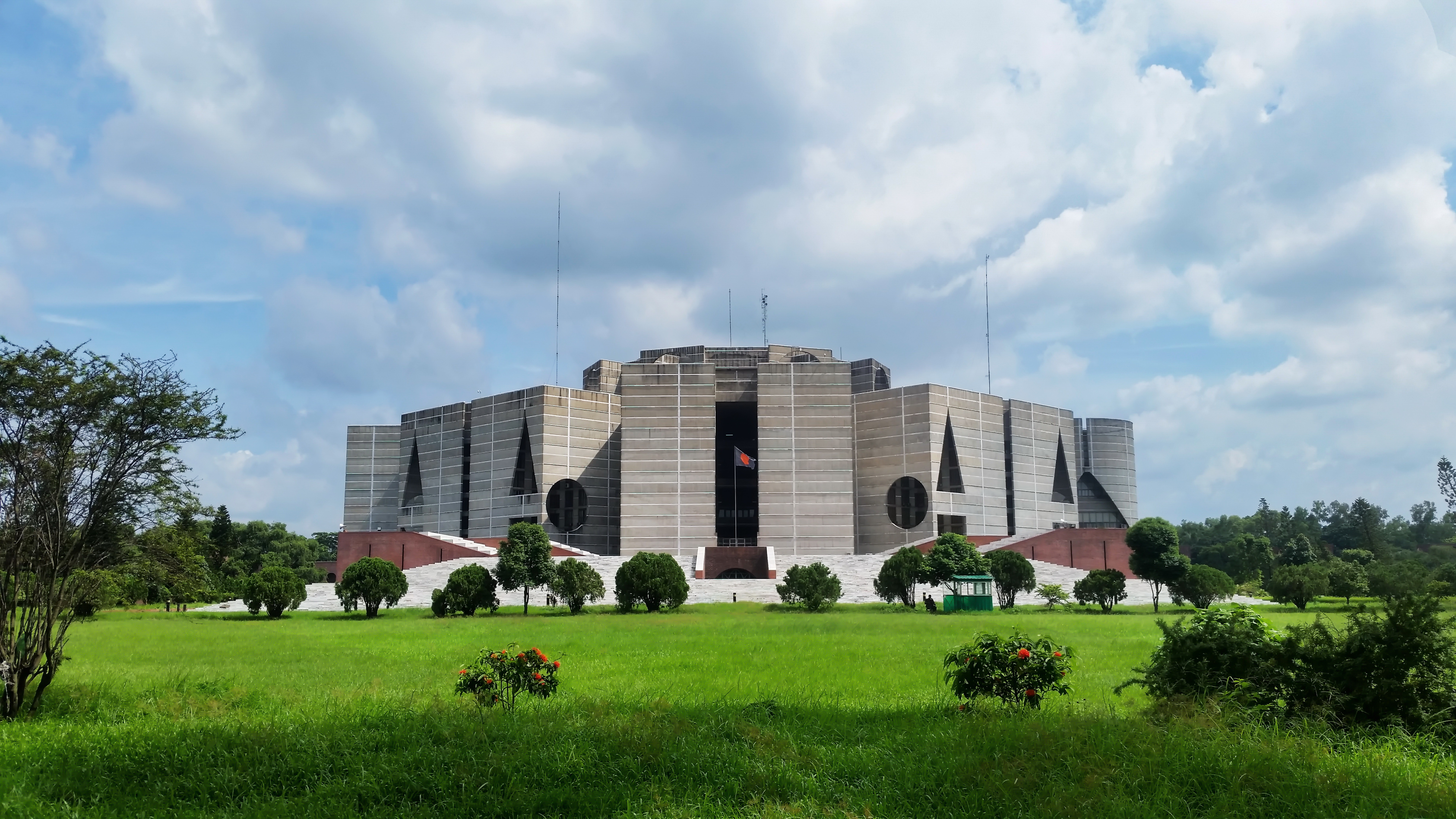
Vue arrière
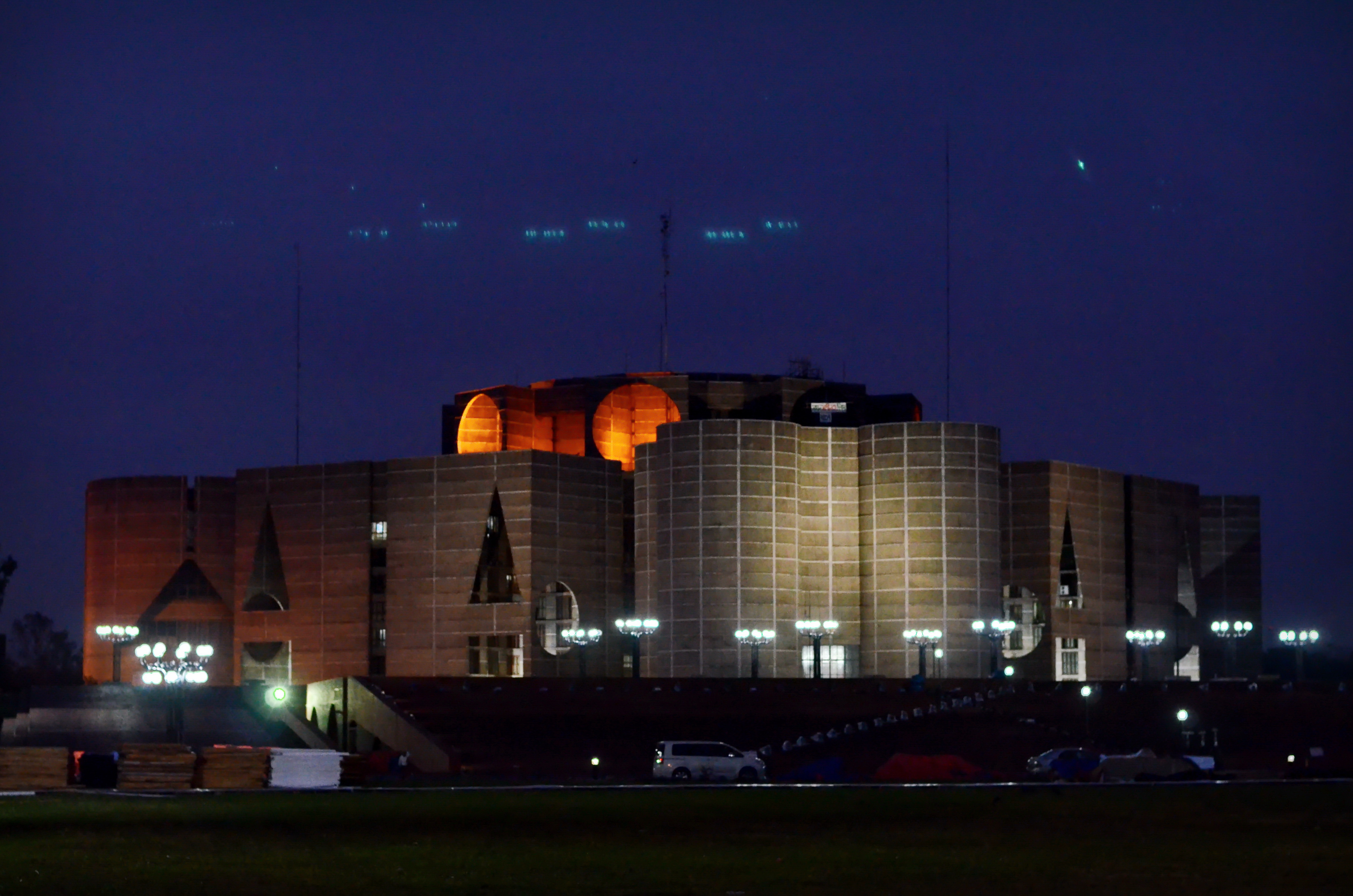
Vue de nuit
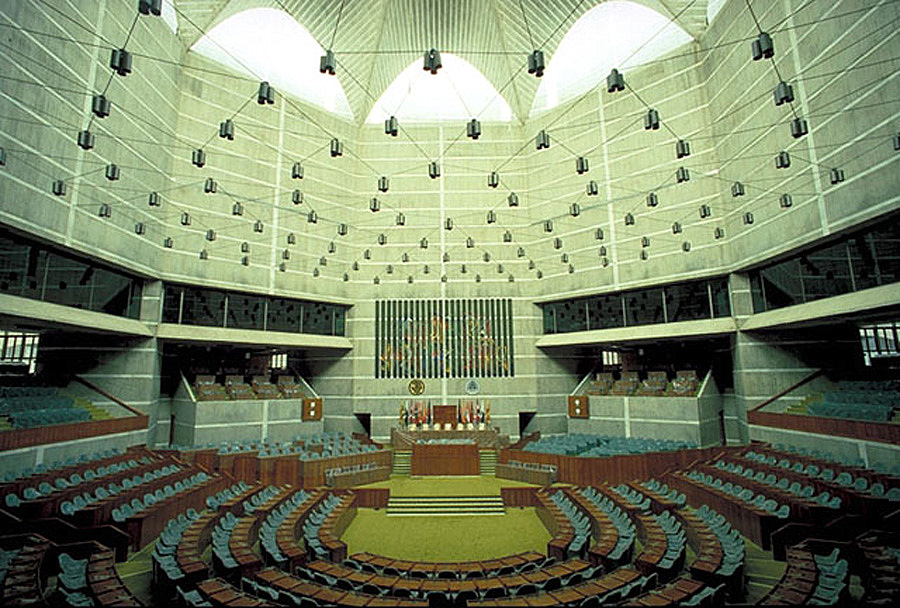
Vue intérieure de l’hémicycle